# E. C. Was Here
E. C. Was Here — концертный альбом блюз-рок музыканта Эрика Клэптона, изданный в августе 1975 года лейблом RSO.

## Об альбоме
Альбом был записан во время концертного турне Клэптона в США и Великобритании: 19-20 июля 1974 (Long Beach Arena, Калифорния, США) — 4 декабря 1974 (Hammersmith Odeon, Лондон) — 25 июня 1975 (Providence Civic Center, Провиденс, США).
В этом турне вместе с Клэптоном принимала участие вокалистка Ивонн Эллиман. В список композиций, отобранных для альбома, вошли четыре кавер-версии песен известных американских блюзовых исполнителей и две, написанные в период участия Клэптона в группе Blind Faith.

## Список композиций
| №  | Название                      | Автор(ы)                               | Место и дата записи                                       | Длительность |
| -- | ----------------------------- | -------------------------------------- | --------------------------------------------------------- | ------------ |
| 1. | «Have You Ever Loved a Woman» | Билли Майлс                            | Long Beach Arena, Лонг-Бич, Калифорния, 19 июля 1974 года | 7:52         |
| 2. | «Presence of the Lord»        | Эрик Клэптон                           | Long Beach Arena, Лонг-Бич, Калифорния, 20 июля 1974 года | 6:40         |
| 3. | «Driftin’ Blues»              | Джонни Мур, Чарльз Браун, Эдди Уильямс | Long Beach Arena, Лонг-Бич, Калифорния, 20 июля 1974 года | 3:25         |

| №  | Название                 | Автор(ы)             | Место и дата записи                                       | Длительность |
| -- | ------------------------ | -------------------- | --------------------------------------------------------- | ------------ |
| 1. | «Can’t Find My Way Home» | Стив Уинвуд          | Long Beach Arena, Лонг-Бич, Калифорния, 19 июля 1974 года | 5:20         |
| 2. | «Ramblin’ on My Mind»    | Роберт Джонсон       | Hammersmith Odeon, Лондон, 4 декабря 1974 года            | 7:20         |
| 3. | «Further on Up the Road» | Джо Медвик, Дон Роби | Nassau Coliseum, Юниондейл, Нью-Йорк, 28 июня 1975 года   | 7:36         |

## Give Me Strength. The ’74/’75 Recordings
В 2013 году лейбл Polydor Records выпустил бокс-сет из пяти компакт-дисков под общим названием Give Me Strength. The ’74/’75 Recordings, содержащий переизданные, ремастированные и ранее не издававшиеся записи Клэптона. Третий и четвёртый диски этого комплекта содержат расширенную версию альбома E. C. Was Here:
| №  | Название                                             | Место и дата записи                                       | Длительность |
| -- | ---------------------------------------------------- | --------------------------------------------------------- | ------------ |
| 1. | «Smile»                                              | Long Beach Arena, Лонг-Бич, Калифорния, 20 июля 1974 года | 3:36         |
| 2. | «Have You Ever Loved a Woman»                        | Long Beach Arena, Лонг-Бич, Калифорния, 19 июля 1974 года | 7:41         |
| 3. | «Presence of the Lord»                               | Long Beach Arena, Лонг-Бич, Калифорния, 20 июля 1974 года | 8:47         |
| 4. | «Crossroads»                                         | Long Beach Arena, Лонг-Бич, Калифорния, 20 июля 1974 года | 4:39         |
| 5. | «I Shot the Sheriff» (ранее не выпускавшаяся версия) | Long Beach Arena, Лонг-Бич, Калифорния, 20 июля 1974 года | 7:35         |
| 6. | «Layla»                                              | Long Beach Arena, Лонг-Бич, Калифорния, 20 июля 1974 года | 6:00         |
| 7. | «Little Wing»                                        | Long Beach Arena, Лонг-Бич, Калифорния, 20 июля 1974 года | 8:57         |
| 8. | «Can’t Find My Way Home»                             | Long Beach Arena, Лонг-Бич, Калифорния, 20 июля 1974 года | 5:18         |
| 9. | «Driftin’ Blues» / «Ramblin’ on My Mind»             | Long Beach Arena, Лонг-Бич, Калифорния, 20 июля 1974 года | 11:38        |

| №  | Название                                                                    | Место и дата записи                                               | Длительность |
| -- | --------------------------------------------------------------------------- | ----------------------------------------------------------------- | ------------ |
| 1. | «Ramblin’ on My Mind» / «Have You Ever Loved a Woman»                       | Hammersmith Odeon, Лондон, 4 декабря 1974 года                    | 8:15         |
| 2. | «Willie and the Hand Jive» / «Get Ready»                                    | Long Beach Arena, Лонг-Бич, Калифорния, 20 июля 1974 года         | 11:27        |
| 3. | «The Sky Is Crying» / «Have You Ever Loved a Woman» / «Ramblin’ on My Mind» | Hammersmith Odeon, Лондон, 5 декабря 1974 года                    | 7:26         |
| 4. | «Badge»                                                                     | Nassau Coliseum, Юниондейл, Нью-Йорк, 28 июня 1975 года           | 10:44        |
| 5. | «Driftin’ Blues»                                                            | Providence Civic Center, Провиденс, Род-Айленд, 25 июня 1975 года | 6:55         |
| 6. | «Eyesight to the Blind» / «Why Does Love Got to Be So Sad?»                 | Providence Civic Center, Провиденс, Род-Айленд, 25 июня 1975 года | 20:50        |
| 7. | «Farther on Up the Road»                                                    | Nassau Coliseum, Юниондейл, Нью-Йорк, 28 июня 1975 года           | 7:35         |

## Участники записи
| Музыканты: - Эрик Клэптон — вокал, гитара - Ивонн Эллиман — вокал - Джордж Терри — ритм-гитара - Дик Симс — орган - Карл Рэйдл — бас-гитара - Джейми Олдэкер — ударные - Марси Леви — бубен | Технический персонал: - Уолли Хайдер — звукорежиссёр - Эд Бартон — звукооператор - Брайан Энгольдс — звукооператор - Ральф Мосс — звукооператор - Дэвид Хьюитт — звукооператор |

## Позиции в хит-парадах и сертификации
| Год  | Хит-парад                           | Высшая позиция | Пребывание в чарте |
| ---- | ----------------------------------- | -------------- | ------------------ |
| 1975 | Австралия (Kent Music Report)       | 29             | нет данных         |
| 1975 | Великобритания (UK Albums Chart)    | 14             | 6 недель           |
| 1975 | Канада (RPM 100 Albums)             | 10             | 8 недель           |
| 1975 | Норвегия (VG-lista)                 | 13             | 6 недель           |
| 1975 | США (Billboard Top LP’s & Tape)     | 20             | 13 недель          |
| 1975 | Финляндия (Suomen virallinen lista) | 26             | 2 недели           |
| 1975 | Франция (SNEP)                      | 13             | 15 недель          |
| 1975 | ФРГ (Offizielle Top 100)            | 34             | 1 неделя           |
| 1975 | Япония (Oricon)                     | 11             | нет данных         |

| Год  | Хит-парад             | Позиция |
| ---- | --------------------- | ------- |
| 1975 | Канада (RPM Year-End) | 59      |

| Регион                                                      | Сертификация | Продажи  |
| ----------------------------------------------------------- | ------------ | -------- |
| Великобритания (BPI)                                        | Золотой      | 100 000^ |
| ^ Данные о тиражах приведены только на основе сертификации. |              |          |